# José Hernández (pugile)
José Hernández García (Barcellona, 17 luglio 1944) è un ex pugile spagnolo.
È stato numerose volte Campione di Spagna sia nei pesi superwelter che nei pesi medi e anche campione d'Europa dei superwelter. Ha combattuto per il titolo mondiale dei superwelter contro Carmelo Bossi, pareggiando in quindici riprese.

## Biografia
Nato sordo in un'umile casa con i suoi fratelli e la madre separata, senza il sostegno del padre residente all'estero, ha imparato a parlare in una scuola di suore di Barcellona. Si avvicinò allo sport giocando come portiere nella squadra del suo quartiere. Il suo sogno era quello di giocare nel Futbol Club Barcelona ma vi fu distolto dal parere di Ladislao Kubala.

### Carriera da dilettante
Cominciò ad allenarsi in una palestra del quartiere marittimo di Barcellona. A 17 anni esordì nei dilettanti lavorando contemporaneamente come lucidatore di metalli in un laboratorio di Poblenou.

### Carriera da professionista
Conquistò il titolo nazionale dei super welter al terzo tentativo, battendo Fred Emi il 12 agosto 1967 a Gijón, per Kot alla nona ripresa. 
Dopo due vittoriose difese perse il titolo contro Francisco Ferri il 19 marzo 1968. Lo riconquistò il 3 aprile 1970 contro lo stesso Ferri, battendolo per Kot alla quinta ripresa, al Palazzo dello Sport di Madrid. Tra i due incontri, sconfigge  a Rieti Remo Golfarini, ai punti in otto riprese ma perde con Mario Lamagna, a Napoli, per Kot alla terza ripresa.
L'11 settembre 1970, a Barcellona conquistò la cintura europea dei superwelter, battendo per Kot alla quattordicesima ripresa il tedesco Gerhard Piaskowy.
Difese vittoriosamente la corona europea quattro volte. Il 27 novembre 1970 batté ai punti, a Berlino, l'austriaco Peter Marklewitz. 
Cinque mesi dopo ottenne la chance di contendere a Carmelo Bossi il titolo mondiale dei pesi medi junior sul ring amico del Palazzo dello Sport madrileno. Il risultato di parità consentì al detentore di mantenere il titolo, anche se uno dei giudici aveva attribuito un punto in più allo spagnolo.
Il 18 giugno 1971, mise in palio la cintura europea, sconfiggendo ai punti di strettissima misura il laziale Domenico Tiberia alla Plaza de Toros di Barcellona.
Dopo un pari contro il francese Jacques Kechichian fu costretto a cedere la cintura europea il 5 luglio 1972, a Sanremo, a Carlo Duran, ai punti, per decisione non unanime (un giudice aveva dato il pari).
Successivamente, dopo una sconfitta ai punti, a Roma, contro Silvano Bertini e un KO subito dal nigeriano Nojim Maiyegun, rimase inattivo per circa tre anni. Risalì sul ring nel 1975, conquistando il titolo nazionale dei medi e poi nuovamente quello dei superwelter.
Si è ritirato nel 1984 a 39 anni.

### Dopo il ritiro
Dopo il ritiro Hernández ha ripreso il suo lavoro di lucidatore di metalli, alternandolo all'attività di istruttore di pugilato. 